# Abé
Het Abé (of Abbé, Abbey, Abi) is een Kwa-taal die voornamelijk wordt gesproken rondom Agboville, Ivoorkust. Anno 1995 kende de taal ongeveer 175.000 sprekers.